# Polyrhachis fruhstorferi
Polyrhachis fruhstorferi är en myrart som beskrevs av Carlo Emery 1898. Polyrhachis fruhstorferi ingår i släktet Polyrhachis och familjen myror.

## Underarter
Arten delas in i följande underarter:
- P. f. fruhstorferi
- P. f. torta
- P. f. varicolor